# National Waterpolo League
La National Waterpolo League è il massimo campionato svizzero di pallanuoto maschile.

## Regolamento
Il campionato è formato da 8 clubs e si compone di due fasi: la regular season e i play-off.
Nella fase di regular season, i clubs si scontrano tra loro tre volte e le partite si concentrano principalmente nel periodo primaverile, in cui si può disporre di impianti scoperti per attirare un numero sempre crescente di pubblico.
Le prime sei squadre, si qualificano per i play off, le prime due direttamente alle semifinali che si svolgono al meglio delle cinque partite, mentre le altre quattro si affrontano in un primo turno di playoff al meglio delle tre partite. Le finali per il titolo sono al meglio delle cinque partite.
Ogni squadra ha la possibilità di schierare in formazione solo due atleti non svizzeri.
La stagione 2016-2017 del campionato è stata a 7 squadre, a causa della rinuncia della SP Bissone.
Dalla stagione 2017-2018 si rigiocherà ad 8 squadre grazie alla promozione del SC Winterthur.
Dalla stagione 2021-2022 si tornerà alle 7 squadre a causa della retrocessione dello stesso SC Winterthur.
Il team detentore del titolo è il Kreuzlingen SC.

## Albo d'oro recente
| Anno | Campioni          | Secondo classificato | Terzo classificato   |
| ---- | ----------------- | -------------------- | -------------------- |
| 2000 | SC Horgen         |                      |                      |
| 2001 | SC Horgen         |                      |                      |
| 2002 | Kreuzlingen SC    | SC Horgen            |                      |
| 2003 | Kreuzlingen SC    | SC Horgen            |                      |
| 2004 | SC Schaffhausen   |                      |                      |
| 2005 | SC Schaffhausen   | SC Horgen            | Kreuzlingen SC       |
| 2006 | Lugano Pallanuoto | SC Horgen            | Kreuzlingen SC       |
| 2007 | SC Horgen         | Lugano Pallanuoto    | Kreuzlingen SC       |
| 2008 | Kreuzlingen SC    | Lugano Pallanuoto    | SC Horgen            |
| 2009 | Kreuzlingen SC    | Lugano Pallanuoto    | SC Horgen            |
| 2010 | Lugano Pallanuoto | Kreuzlingen SC       | SC Horgen            |
| 2011 | Kreuzlingen SC    | Lugano Pallanuoto    | SC Horgen            |
| 2012 | Kreuzlingen SC    | SC Horgen            | Genève Natation 1885 |
| 2013 | Kreuzlingen SC    | SC Horgen            | Lugano Pallanuoto    |
| 2014 | Lugano Pallanuoto | Kreuzlingen SC       | SC Horgen            |
| 2015 | SC Horgen         | Lugano Pallanuoto    | Kreuzlingen SC       |
| 2016 | Lugano Pallanuoto | SC Horgen            | Kreuzlingen SC       |
| 2017 | Lugano Pallanuoto | SC Horgen            | Kreuzlingen SC       |
| 2018 | Lugano Pallanuoto | Kreuzlingen SC       | SC Horgen            |
| 2019 | Kreuzlingen SC    | Lugano Pallanuoto    | SC Horgen            |
| 2020 | non assegnato     |                      |                      |
| 2021 | Kreuzlingen SC    | Lugano Pallanuoto    | SC Horgen            |
| 2022 | Kreuzlingen SC    | SC Schaffhausen      | SC Horgen            |
| 2023 | Kreuzlingen SC    | SC Horgen            | Carouge Natation     |
| 2024 | Kreuzlingen SC    | SC Horgen            | Carouge Natation     |

## Palmarès
|     | Società              | Numero Titoli | Anno |
| --- | -------------------- | ------------- | --- |
| 1.  | SC Horgen            | 30            | 1953, 1954, 1955, 1956, 1958, 1959, 1961, 1962, 1963, 1964, 1965, 1975, 1976, 1977, 1978, 1979, 1980, 1981, 1982, 1983, 1984, 1987, 1991, 1992, 1993, 1998, 2000, 2001, 2007, 2015 |
| 2.  | Lugano Pallanuoto    | 17            | 1970, 1971, 1972, 1973, 1985, 1986, 1988, 1989, 1995, 1996, 1997, 2006, 2010, 2014, 2016, 2017, 2018                                                                               |
| 3.  | Genève Natation 1885 | 14            | 1928, 1932, 1933, 1934, 1935, 1938, 1941, 1942, 1947, 1966, 1967, 1968, 1969, 1974                                                                                                 |
| 4.  | Kreuzlingen SC       | 13            | 1999, 2002, 2003, 2008, 2009, 2011, 2012, 2013, 2019, 2021, 2022, 2023, 2024 |
| 5.  | CN Lausanne          | 5             | 1931, 1949, 1951, 1952, |
| 6.  | SC Zürich            | 5             | 1943, 1945, 1946, |
| 7.  | SK Arbon             | 4             | 1924, 1927, 1937, 1944 |
| 8.  | SK St.Gallen         | 4             | 1922, 1926, 1936, 1938 |
| 9.  | SC Romanshorn        | 2             | 1929, 1930 |
| 10. | SC Schaffhausen      | 2             | 2004, 2005 |
| 11. | CN Monthey           | 1             | 1990 |
| 12. | Red Fish Neuenburg   | 1             | 1925 |
| 13. | SK Luzern            | 1             | 1948 |
| 14. | SV Limmat            | 1             | 1960 |
| 15. | SV Basel             | 1             | 1994 |